# الجامعة المتوسطية للأعمال
الجامعة المتوسطية للأعمال (بالإنجليزية: Mediterranean School of Business) هي جامعة خاصة، تأسست في 2002.

يقع مقرها في تونس العاصمة في تونس.

## مقالات ذات صلة
- قائمة الجامعات في تونس

## روابط خارجية
- الموقع الرسمي.